# Malham Tarn
Malham Tarn es un tarn  o pequeño lago glacial localizado cerca de Malham en los Yorkshire Dales.  Es el lago lo más alto de Inglaterra. Es un área de conservación, gracias a su geología, flora y fauna. El agua fluyendo del lago sale a Malham Cove y forma la fuente del río Aire.
- Datos: Q1225708
- Multimedia: Malham Tarn / Q1225708